# Chihuahua (miasto)
Chihuahuaⓘ – miasto w północnym Meksyku, stolica stanu Chihuahua, u podnóża łańcucha górskiego Sierra Madre Zachodnia. W 2020 miasto liczyło 925,7 tys. mieszkańców, a obszar metropolitalny zamieszkany był przez 988 tys. osób.
Ośrodek naukowo–kulturalny oraz przemysłowy w sektorze m.in. hutnictwa metali nieżelaznych, spożywczym, papierniczym oraz włókienniczym. W mieście funkcjonuje port lotniczy Chihuahua.
Chihuahua jest zaliczane do jednych z najbardziej niebezpiecznych miast świata – ze względu na mało turystyczny charakter, można łatwo paść tu ofiarą kradzieży, napadu czy rozboju z użyciem broni palnej.

## Historia
Miejscowość powstała w 1709 jako kolonialny ośrodek górniczy oraz regionalna baza hiszpańskiej władzy królewskiej. Na przełomie XIX i XX wieku Chihuahua, odgrywała ważną rolę w polityce regionalnej i krajowej Meksyku. W 1811 został rozstrzelany tu meksykański wojskowy Ignacio Allende. Miasto zdobyły siły amerykańskie podczas wojny amerykańsko-meksykańskiej (1846–1848). W 1954 otwarto uniwersytet.

## Zabytki i miejsca historyczne
|  | Katedra (XVIII w.). Wybudowana w stylu barokowym. |
|  | Kościół San Francisco (XVIII w.). Jeden z nielicznych zabytków kolonialnych.                                                                            |
|  | Casa Creel (XIX w.). Historyczny budynek wybudowany w stylu neobarokowym. Podczas wizyty w mieście w 1909 przebywał tu prezydent Meksyku Porfirio Díaz. |
|  | Akwedukt w Chihuahua (1751) o długości około 5 km. Wybudowany w czasach kolonialnych.                                                                   |

## Miasta partnerskie
- Albuquerque, USA
- Lynwood, USA
- Pueblo, USA
- Durango (miasto w Meksyku), Meksyk